# Franciscus Janssens
Pour les articles homonymes, voir Frans Janssens et Janssens.
Franciscus Janssens, dit Cas Janssens, né le 3 août 1944 à Tilbourg et mort le 4 juillet 2024 à Nîmes, est un footballeur professionnel néerlandais évoluant au poste d'attaquant.

## Biographie
Joueur flamboyant avec le NEC Nimègue où il inscrit pas moins de 25 buts lors de la saison 1972-1973 du Championnat néerlandais, il choisit alors de rejoindre le championnat de France et le Nîmes Olympique entraîné par Kader Firoud.
Mais il ne s'impose pas malgré ses 9 buts en championnats et la concurrence de Robert Pintenat, et sera remplacé par François Félix, qui ne se révélera pas plus décisif, à la pointe de l'attaque nîmoise.
Il rejoint alors le ROC Charleroi en Belgique puis rentre aux Pays-Bas en s'engageant au FC Groningue.
En 1976, il revient en France à l'US Nœux-les-Mines tout juste promu en D2 pour la saison 1976-1977.

## Palmarès
- Finaliste de la Coupe des Pays-Bas : 1973 (avec le NEC Nimègue)
- Meilleur buteur du Championnat des Pays-Bas en 1973 (18 réalisations avec le NEC Nimègue)